# Eva Srejber
Eva Srejber, född 17 juli 1951, är en svensk nationalekonom som var en av fem vice riksbankschefer 1999-2007.
Srejber studerade nationalekonomi vid Stockholms universitet och tog examen 1975. Hon påbörjade därefter  forskarutbildning inom ämnet, och fortsatte med detta till 1977 utan att ta ut någon forskarexamen.
1978 började hon arbeta inom Sveriges riksbank, och stannade till 1993. 1989 till 1993 var hon chef för penning- och valutapolitiska avdelningen och uppmärksammades i den rollen i samband med räntekrisen 1992. 1994-1997 arbetade hon vid Internationella valutafonden, och 1998 vid Föreningssparbanken, som medlem av bankens ledningsgrupp med ansvar för EMU-frågor. 1999 återkom hon som vice riksbankschef, inledningsvis på en fyraårig mandatperiod från 1 januari 1999 till 31 december 2002. Hon fick förnyat mandat för en sexårig period till 31 december 2008, och blev då förste vice riksbankschef. Våren 2007 lämnade hon dock sin post i förtid för att kunna påbörja ett nytt uppdrag som ledamot av Europeiska investeringsbanken från 1 juli 2007 till 30 juni 2011. Den 1 juli 2011 blev hon styrelseledamot i Europeiska utvecklingsbanken i London.